# Amable-Guillaume-Prosper Brugière de Barante

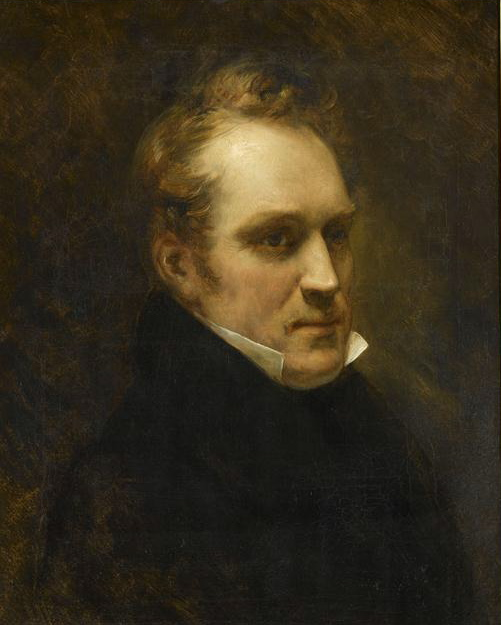
Prosper de Barante

Amable-Guillaume-Prosper Brugière de Barante (* 10. Juni 1782 in Riom; † 21. November 1866 in Dorat) war ein französischer Politiker, Diplomat, Historiker und Mitglied der Académie française.

## Leben
Prosper Brugière de Barante wuchs im Schloss Barante in der Auvergne auf. Nach Besuch der École polytechnique ging er 1800 in die Staatsverwaltung, in der sein Vater Präfekt war. Er gehörte ab 1806 dem Staatsrat an und wurde zu Missionen nach Danzig und Warschau geschickt. 1807 wurde er Unter-Präfekt in Bressuire (Département Deux-Sèvres), 1809 Präfekt im Département Vendée, 1813 im Département Loire-Inférieure. 1815 trat er zurück, wurde in der zweiten Restauration im Innenministerium (zeitweise als Minister) eingesetzt und war unter Vaublanc für die indirekten Steuern verantwortlich. Ab 1815 war er liberaler Abgeordneter der Nationalversammlung in der Partei von Pierre-Paul Royer-Collard. Ab 1819 Pair von Frankreich, wurde er 1820 aus dem Staatsrat entfernt. Die ihm stattdessen angebotene Botschaft in Dänemark lehnte er ab, schrieb eine große Geschichte der Herzöge von Burgund und wurde 1828 in die Académie française (Sitz Nr. 33) gewählt.
In der Julimonarchie war er ab 1830 Botschafter in Turin (Königreich Sardinien) und von 1836 bis 1848 Botschafter in Russland. Dort wurde er 1836 Ehrenmitglied der Russischen Akademie der Wissenschaften in Sankt Petersburg. Die Februarrevolution 1848 bewog den 55-jährigen Barante zum Rückzug auf sein Schloss in Dorat, wo er eine Privatbibliothek von 60 000 Bänden sammelte und bis zu seinem Tod wissenschaftlich tätig war. 1859 wurde er zum assoziierten Mitglied der Académie royale des Sciences, des Lettres et des Beaux-Arts de Belgique gewählt.
Er starb 1866 im Alter von 84 Jahren. In Clermont-Ferrand, Thiers, La Roche-sur-Yon und Bressuire sind Straßen nach ihm benannt. Der Petit Larousse 2020 widmet ihm einen Artikel.

## Werke
- Tableau de la littérature française pendant le XVIIIe siècle. Colin, Paris 1809, 1810, 1822, 1824, 1832, 1842, 1847, 1856, 1858.
  - (deutsch) Über die Literatur Frankreichs im achtzehnten Jahrhundert. Zwei Abhandlungen. Frommann, Jena 1810.
  - (englisch) London 1814, 1833.
- Des divers projets de constitution pour la France. Mame, Paris 1814.
- (Hrsg.) Mémoires de Madame la marquise de La Rochejaquelein. Bordeaux 1814 (zahlreiche Auflagen).
- Des communes et de l'aristocratie. Paris 1821, 1829.
- (Übersetzer) Friedrich Schiller: Oeuvres dramatiques. 6 Bde. Paris 1821 (zahlreiche Auflagen).
- Histoire des ducs de Bourgogne de la maison de Valois, 1364–1477. 12 Bde. Ladvocat, Paris 1824–1826 (zahlreiche Auflagen, zuletzt Éditions des Régionalismes, Cressé 2016 ff. Gekürzte Ausgabe Laffont, Paris 1969).
- Mélanges historiques et littéraires. 3 Bde. Paris 1835.
- (Hrsg.) Lettres et instructions de Louis XVIII au comte de Saint-Priest. Paris 1845.
- Questions constitutionnelles. Masson, Paris 1849.
  - (deutsch) Constitutionelle Fragen. Dyk, Leipzig 1849.
  - (spanisch) Mexiko 1850.
- Histoire de la Convention nationale. 6 Bde. Paris 1851–1853.
- Histoire du Directoire de la République française. 3 Bde. Paris 1855
- Études historiques et biographiques. 2 Bde. Didier, Paris 1857.
- Études littéraires et historiques. 2 Bde. Didier, Paris 1858.
- Le Parlement et la Fronde. La vie de Mathieu Molé. Didier, Paris 1859.
- Histoire de Jeanne d’Arc. Didier, Paris 1859 (zahlreiche Auflagen, zuletzt Grancher, Paris 2010).
- La vie politique de M. Royer-Collard. Ses discours et ses écrits. 2 Bde. Didier, Paris 1861.
- (Übersetzer mit Félix Frank) Théâtre choisi de Lessing et de Kotzebue. Didier, Paris 1870.
- Notes sur la Russie 1835–1840. Lévy, Paris 1875.
- Souvenirs du baron de Barante, de l'Académie française, 1782–1866. 6 Bde. Calmann Lévy 1890–1897.